# Materialisme
El terme materialisme designa una disposició d'esperit que consisteix a servir-se de la realitat tangible o "matèria" com a base del saber i el coneixement i, per extensió, d'una visió de la vida.
Segons aquesta concepció, el món -i per extensió, l'univers- és constituït de matèria, la qual existeix objectivament fora de la consciència i independentment d'aquesta. La matèria és primària i la consciència i el pensament són propietats d'aquesta a partir d'un estat altament organitzat. El pensament és un nivell superior del coneixement humà, un procés en el qual es reflecteix la realitat objectiva. Des de la concepció materialista, es creu que, a més, la matèria no ha estat creada del no-res, que existeix l'eternitat i que el món i les seves regularitats són cognoscibles.

## Història

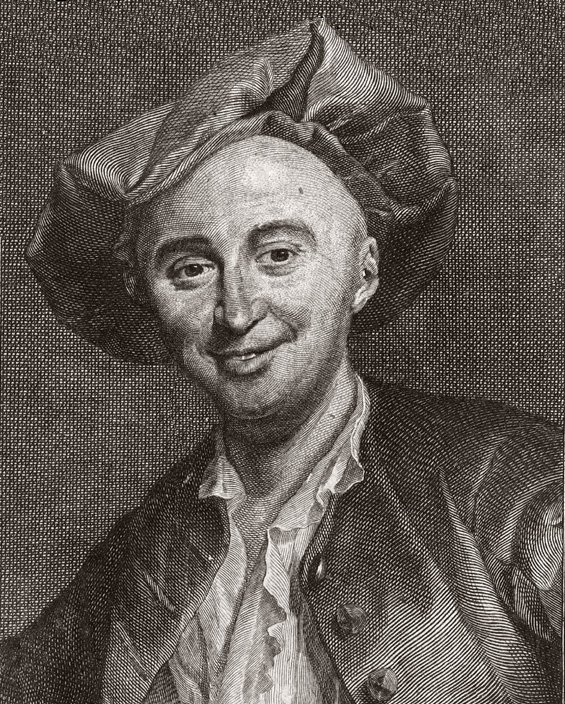
Julien Offray de La Mettrie

El terme va ser inventat per Leibniz el 1702 i és reivindicat per primera vegada per La Mettrie cap al 1748. Tanmateix, des d'un punt de vista retrospectiu, els primers materialistes van ser alguns filòsofs de l'antiguitat: Heràclit, Demòcrit, Leucip, Diògenes d'Apolònia, Epicur i Lucreci. La filosofia tradicional ha reduït durant molt de temps el materialisme dels filòsofs de l'antiguitat a qüestions de pura física, com per exemple sobre la continuïtat de la matèria: hi ha grans de matèria? els àtoms evolucionen en el buit?...
Tanmateix, consultant Diògenes Laerci, es comprova que les obres escrites pels pensadors materialistes de l'antiguitat són més aviat obres d'ètica: així, des de l'antiguitat, els materialistes prediquen la utilització de la matèria o de la realitat tangible com a base fonamental per explicar els fenòmens, filosofar i produir el saber. Per als materialistes, no hi ha més que matèria i el funcionament del món no pot ser comprès més que partint d'allò que és o serà observable. És, doncs, el principi fonamental del desenvolupament dels coneixements científics, en un sentit ampli, on resideix el nucli del materialisme.
L'oposició és radical amb Parmènides, Plató, els estoics, i posteriorment els pares cristians i, finalment, amb l'idealisme alemany de Kant i Hegel, per als quals el món verdader i perfecte existeix fora de tota matèria i de tota realitat observable: la veritat del món no pot ser atesa més que pel pensament; la realitat tangible o la matèria no és més que una representació i una aproximació imperfecta de la veritat. Aquesta diferència fonamental que existeix des de l'antiguitat pot ser entesa com la distinció irreductible entre el corrent idealista i el corrent materialista.

### Doctrines materialistes de l'antic orient
Els primers vestigis que es tenen de la doctrina materialista es remunten a finals del tercer i principis del segon mil·lenni abans de la nostra era, en les cultures egípcia i babilònica, on es van formar les primeres concepcions materialistes espontànies. També, i una mica més tard, però amb més integritat, apareix en la filosofia de l'Índia i Xina antiga.
A l'antiga Índia, apareix a mitjans del primer mil·lenni aC en la doctrina lokaiata (o escola cārvāka), que sostenia que el món era material, compost de quatre elements primigenis: la terra, l'aigua, el foc i l'aire. D'aquests elements, es formaven també els éssers vius, inclòs l'ésser humà, els quals després de morir es descomponien novament en aquests elements. Els cārvāka, a més, van sotmetre a crítica les doctrines religioses imperants en aquella època sobre l'existència de Déu, l'ànima i el món del més enllà, demostrant que, en morir el cos, desapareixia la consciència, per la qual cosa consideraven absurda la doctrina de la transmigració de les ànimes.
El materialisme dels cārvāka estava íntimament relacionat amb el seu ateisme. Posteriorment, en el corrent sankhya (prop de l'any 600 aC), se sostenia que el caràcter material del món es desenvolupava a partir d'una substància primigènia (Prakriti); però l'assoliment més important d'aquest corrent va ser el postulat que el moviment, l'espai i el temps són propietats inseparables de la matèria.
Al començament de la nostra era, aquest corrent filosòfic no va resistir la lluita contra l'idealisme i va acabar per admetre l'existència de les ànimes a banda i independentment de la matèria.
A mesura que es desenvolupava la filosofia hindú antiga, la concepció de la matèria composta pels quatre elements (foc, aire, aigua i terra) va ser substituïda per representacions més desenvolupades basades en l'estructura atomista del món. En les escoles filosòfiques nyaya i vaisesika, sorgeix la idea que el món es compon de petites partícules de diversa qualitat que estan en l'èter, en l'espai i en el temps. Aquestes partícules serien eternes, no creables i indestructibles, alhora que els objectes compostos d'aquestes serien mutables, inestables i transitoris. Aquestes idees materialistes van exercir un fort influx sobre escoles i doctrines religioses de l'època, com per exemple a l'escola religiosa mimansa, la qual reconeixia la realitat del món, el ser no depèn de cap creador, existeix eternament i es compon de partícules regides per la llei autònoma del karma.

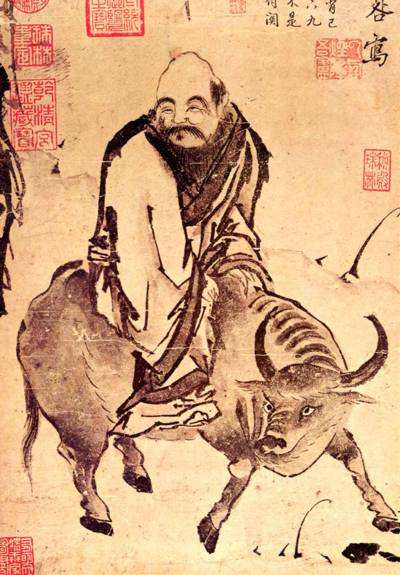
La imatge clàssica de Laozi muntant un búfal d'aigua

A la Xina antiga, apareix la doctrina materialista en la teoria del coneixement de Mozi (479 - 381 aC) en oposició a Confuci. Aportacions importants també les va donar el taoisme: el seu creador Laozi (segles VI a V aC) sostenia que el món, que és etern, està en moviment i mutació continus.
El moviment, segons els taoistes, és regit pel tao (llei natural). Les idees materialistes ingènues va començar un successiu desenvolupament en la doctrina de Xunzi (313 aC - 238 aC), una de les rellevants figures del confucianisme, que a diferència d'altres confucians considerava que el cel no té consciència i és part de la natura, en la qual incloïa també el Sol, la Lluna, els astres, les estacions de l'any, la llum i les tenebres, el vent i la pluja, i que la successió de fenòmens celestes discorre segons determinades lleis naturals, de manera que el destí de les persones no pot ser regit per una inexistent «voluntat del cel».
Xunzi afirmava que l'ésser humà, contràriament als animals, sap mancomunar els seus esforços i organitzar la seva vida pública, que pot conèixer el món circumdant i aprofitar els coneixements adquirits per al seu bé, a més que el coneixement comença per la percepció, però és governat pel pensament que compleix lleis naturals.
Finalment, ja als voltants de la nostra era, apareix a l'obra de Wang Chung (27 aC - 97 aC), que sostenia que el món es compon de la substància txi, la qual es mou en l'eternitat, mentre que el tao és la llei de la mateixa realitat. Per l'acció recíproca de dues qi -els enrarits que estan en l'espai celeste i els condensats que estan en la Terra constituint els diversos cossos- són engendrades totes les coses. Sostenia que l'individu és un ésser natural compost de substància material en què s'ha instal·lat una energia vital, un principi espiritual elaborat per la circulació de la sang, la qual desapareix en morir la persona. Aquest materialisme era ingenu i metafísic.

### Materialisme de la Grècia antiga

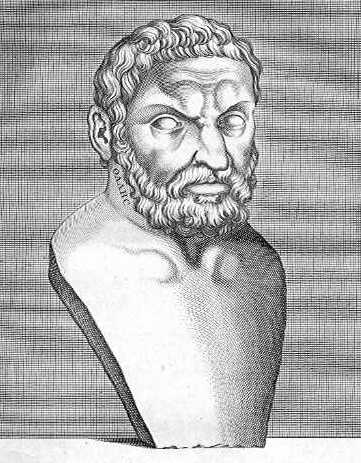
Tales de Milet

Des del segle vi aC, la filosofia es desenvolupa amb més ímpetu a l'antiga Grècia. Allà el corrent materialista sorgeix en controvèrsia amb la religió, principalment en els filòsofs representants de l'anomenada escola de Milet; Tales de Milet (624 - 547 aC), Anaximandre (610 - 546 aC) i Anaxímenes (585 - 525 aC).
Segons la doctrina de Tales, l'aigua és el principi de totes les coses; tot procedeix de l'aigua i tot es converteix en aigua.
Anaximandre va prendre com a substància primària de tot el que existeix l'apeiron, principi indeterminat que engendra les coses i els fenòmens mitjançant el moviment i la segregació de contraris, com ara «l'humit i el sec», «el fred i el càlid ». Segons aquesta doctrina, tot es troba en constant rotació, una cosa sorgeix de l'apeiron i una altra desapareix i es descompon transformant-se en apeiron, la qual cosa, seguint un curs materialista, fa un dels primers intents de representar el món dialècticament, en moviment.
Anaxímenes va prendre com a substància primordial l'aire: el moviment condiciona l'aparició i la desaparició de les coses.
Un altre filòsof grec que va fer grans aportacions a la doctrina materialista va ser Heràclit d'Efes (530 - 470 aC), que va prendre com a substància primària el foc. Sostenia l'existència en l'eternitat del món, independentment de qualsevol de les forces sobrenaturals, com un foc eternament viu, que amb ordre regular s'encén i amb ordre regular s'apaga. Subratllava la idea del moviment i canvi constant del món, de la contradicció com a font de moviment, de la possibilitat de transformació recíproca dels contraposats. Expressà idees sobre els principis dialèctics, que reflecteixen d'una o altra manera l'estat veritable de les coses, encara que no sostingudes per coneixements científics.
El desenvolupament més profund del corrent materialista a la Grècia antiga es veu en la doctrina de Demòcrit d'Abdera (460 - 370 aC), que va promoure la teoria atomista de l'estructura de la matèria. Segons aquesta teoria, el principi cardinal del món és l'existència del buit i els àtoms que es mouen en el buit, trobant-se i formant diferents cossos, i fins i tot l'ànima humana, que mor en morir l'organisme.
Finalment, dins del corrent materialista encara que una mica més inconseqüent, trobem al filòsof grec Aristòtil (384 - 322 aC), el qual sostenia que totes les coses tenien en la seva base una matèria primera, que es caracteritzava per la manca de determinació, de forma, és a dir, no eren sinó una possibilitat d'existència. Aquesta possibilitat es converteix en cosa veritable sensible només quan la matèria s'uneix amb una o altra forma que li dona la seva determinació. Aquesta concepció, si bé és materialista en la seva essència, té greus insuficiències perquè separa la matèria primària del moviment, que és introduït per la forma des de fora, a més que la seva transició d'un estat indeterminat a determinat pren el seu origen al cap i a la fi dels déus, que venen a ser el primer propulsor.
Aquesta concepció, a la par amb els elements de la dialèctica i les tendències materialistes, conté també trets metafísics i tendències idealistes.
Després d'Aristòtil, s'observa una decadència condicionada per la crisi general que viu l'estat grec, perfilant una transició del materialisme a l'idealisme i al misticisme.

### Materialisme de l'època del Renaixement

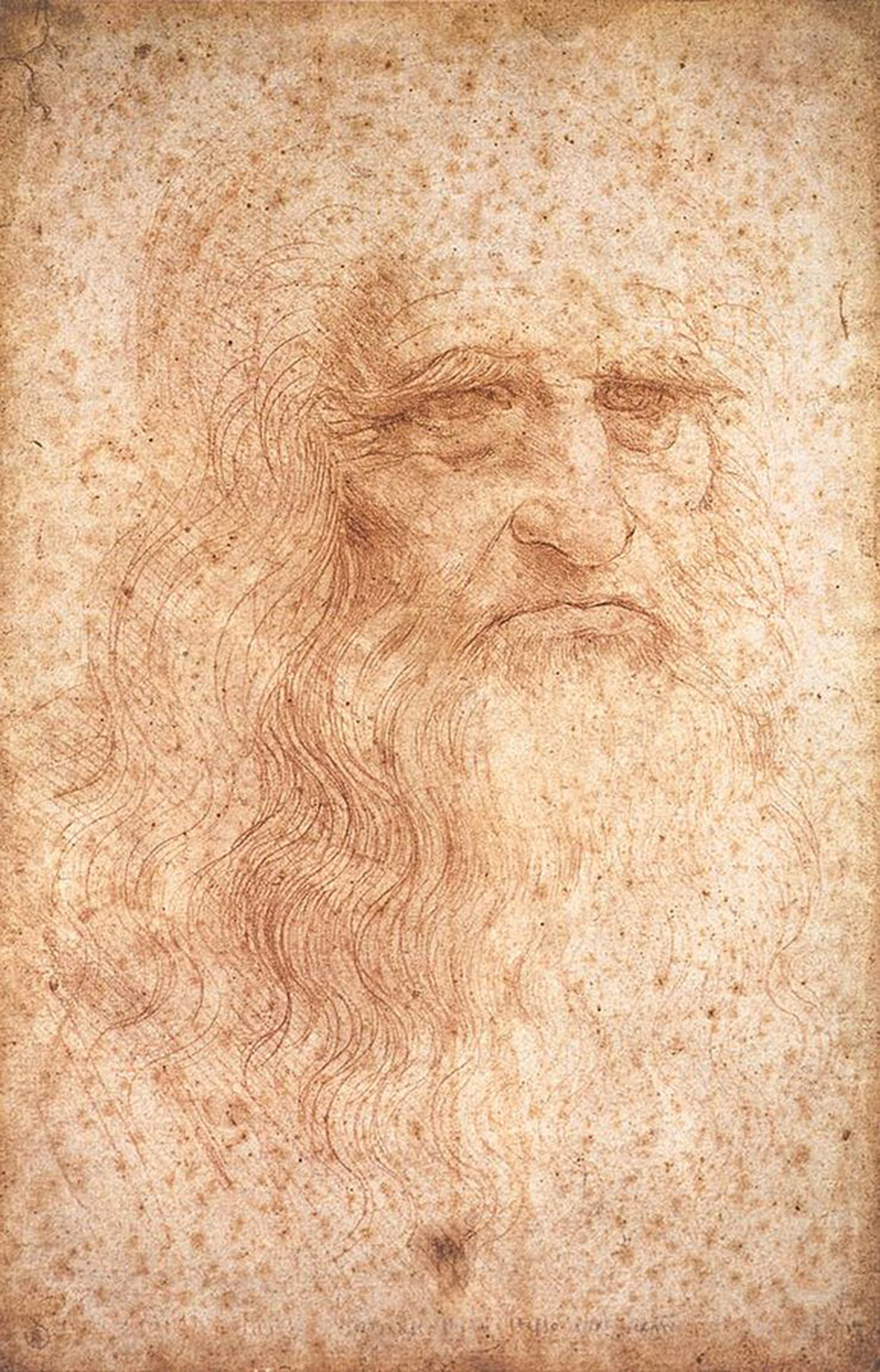
Leonardo da Vinci

Itàlia va ser el primer país on van començar a desenvolupar-se les relacions capitalistes. Des del punt de vista econòmic, la regió més desenvolupada era el nord, amb les seves repúbliques marítimes comercials de Venècia i Gènova, i la industrial de Florència.
Al centre de l'atenció dels pensadors avançats de l'època va quedar la persona humana. Els ideòlegs de la burgesia ascendent que necessitava la llibertat de desplaçament, la lliure empresa i la llibertat de comerç, somiaven alliberar l'ésser humà del despotisme feudal.
Aquesta nova direcció de la cultura va ser anomenada humanisme (del llatí humanus, 'humà'). La vella sentència de «sóc home i res humà m'és aliè» es va convertir en la divisa dels humanistes.
La particularitat del pensament filosòfic del Renaixement és el seu caràcter antiescolàstic. Cal tenir en compte que l'escolàstica, tant pel costat de l'Església com de l'estat, va ser durant tota l'edat mitjana la filosofia oficial i es va impartir en la majoria de les universitats. A diferència de l'escolàstica, la filosofia dels humanistes va deixar de ser serventa de la teologia.
En oposició a l'escolàstica i la teologia de l'edat mitjana, va començar a desenvolupar-se a Itàlia la filosofia materialista.

#### Dos filòsofs italians

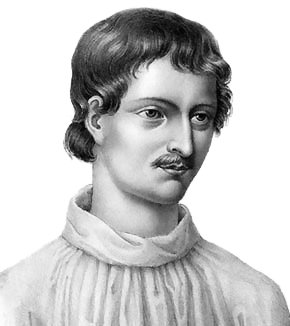
Giordano Bruno

Bernardino Telesio (1509-1588) va donar un important pas en el desenvolupament de la filosofia d'Itàlia. Va fundar una acadèmia filosòfica, en la qual, per oposició a l'aristotelisme medieval, es propagava l'estudi empíric de la natura. La seva principal obra es titula De la naturalesa de les coses conforme als seus propis principis. En el fonamental era materialista i sostenia que existeix objectivament la matèria eterna i immutable, homogènia, increada i indestructible. Però, al mateix temps, s'inclinava cap a la idea que totes les forces de la natura estan animades. Com a font del moviment de la matèria, Telesio assenyalava l'oposició de la calor i del fred.
El gran pensador italià Giordano Bruno (1548-1600) va treure conclusions profundament materialistes i atees de la teoria heliocèntrica de Copèrnic. Va néixer a Nola (prop de Nàpols). Als quinze anys, va entrar a l'orde dels dominics. Gràcies al seu esforç tenaç i independent, es va convertir en una de les persones més cultes del seu temps.
Per les seves idees avançades, va ser acusat d'heretgia i excomunicat. Es va veure obligat a fugir d'Itàlia i, durant llargs anys, va haver de vagar per Suïssa, França, Anglaterra i Alemanya, difonent a tot arreu la seva concepció materialista de l'univers.
El 1592 va tornar a Itàlia, on va ser capturat per la Inquisició i tancat a la presó. Malgrat les tortures que va patir, no es va retractar de les seves conviccions, i fou condemnat a mort. «Teniu més por a pronunciar la meva sentència que jo a escoltar-la», va dir Bruno dirigint-se als seus botxins.
Finalment, el 17 de febrer de 1600 va ser cremat viu a la plaça de les Flors de Roma.
Les seves obres principals són: El sopar de les cendres (1584), De la causa, principi i un (1584), De l'infinit, l'univers i els mons (1584), Del triple mínim i de la mesura (1591), De l'immens i dels innombrables (1591), De la mònada, del nombre i de la figura (1591). En el seu llibre titulat L'expulsió de la bèstia triomfant (1584) desemmascara el papat i la religió catòlica. La seva obra El misteri de Pegàs, amb l'annex de l'ase de Killen (1586) constitueix una brillant i càustica sàtira contra els escolàstics i teòlegs medievals.
Segons el pensament de Giordano Bruno:
- La natura és infinita;
- El Sol no és el centre de l'univers, sinó tan sols el centre del nostre sistema planetari;
- No sols el Sol té planetes, sinó també les altres estrelles;
- Tot l'univers és homogeni, és a dir, té les mateixes substàncies de la Terra;
- Tots els altres planetes també estan poblats;
- La matèria és mare i il·luminadora de totes les coses i capaç de produir infinitament noves i noves formes;
- L'ésser humà és part inseparable de la natura, és el microcosmos que reflecteix el macrocosmos;
- Admet els graus del coneixement que havia establert Nicolau de Cusa: els sentits, l'enteniment i la raó. Encara que atorga la prioritat a la raó;
- Entendre l'univers com a infinitud condueix el filòsof italià a la "dialèctica de la coincidència dels oposats», tant en l'infinitament gran com en allò infinitament petit.

### Materialisme metafísic (mecanicista). Segles XVII i XVIII

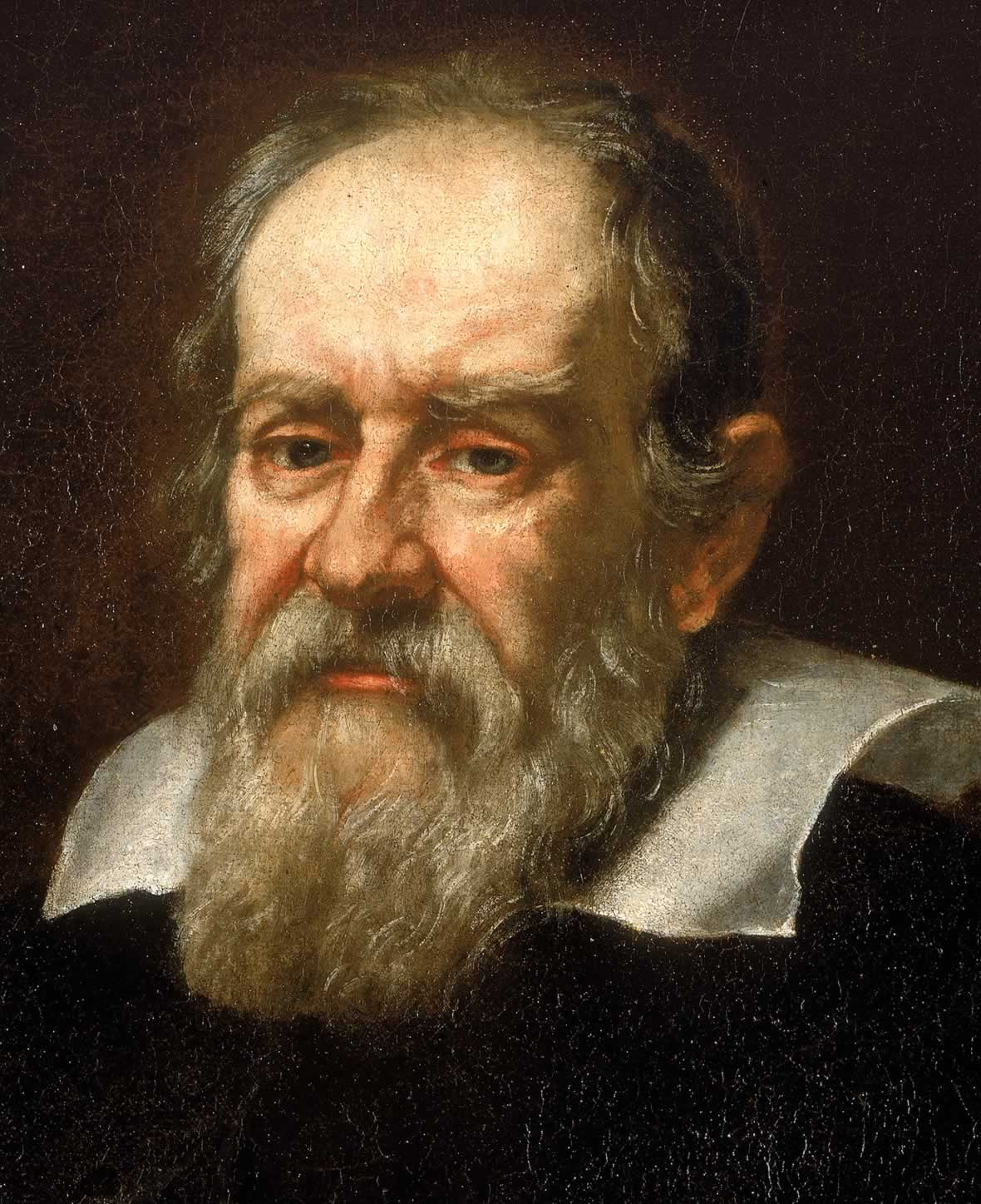
Retrat de Galileo Galilei per Giusto Sustermans

(Galileo Galilei, Francis Bacon, Thomas Hobbes, P. Gassendi, J. Locke, B. Spinoza.)
Amb el sorgiment de les relacions capitalistes de producció, es fomenta la producció, es desplega la indústria i el comerç, la qual cosa requereix el coneixement concret de les lleis del món circumdant i apareix la necessitat d'estudiar i indagar la natura. Això dona un impuls a la filosofia, la qual es proclama com a ciència i demana esbrinar les veritats que ajuden en la vida pràctica i orienten la creació de valors materials; es declaren falsos els postulats de la filosofia medieval i el seu mètode, per la inducció a errors, i s'ofereixen nous mitjans de recerca i mètodes per conèixer la veritat.
Un dels principals filòsofs d'aquest corrent va ser Francis Bacon (1561-1626), que va criticar durament la filosofia idealista, començant per l'antiguitat i arribant fins a l'edat mitjana, per haver-se convertit en servent de la teologia i haver arribat a fonamentar les seves tesis en dogmes religiosos, pel seu caràcter especulatiu, la vacuïtat i la inconsistència dels seus postulats.
Bacon considerava l'experiència com a fonament del procés de coneixement si es deslliurava l'individu i la seva consciència de tota mena de prejudicis.
Defensava el món material infinit i etern, i era una de les seves propietats fonamentals el moviment, que Bacon reduïa a unes quantes formes.

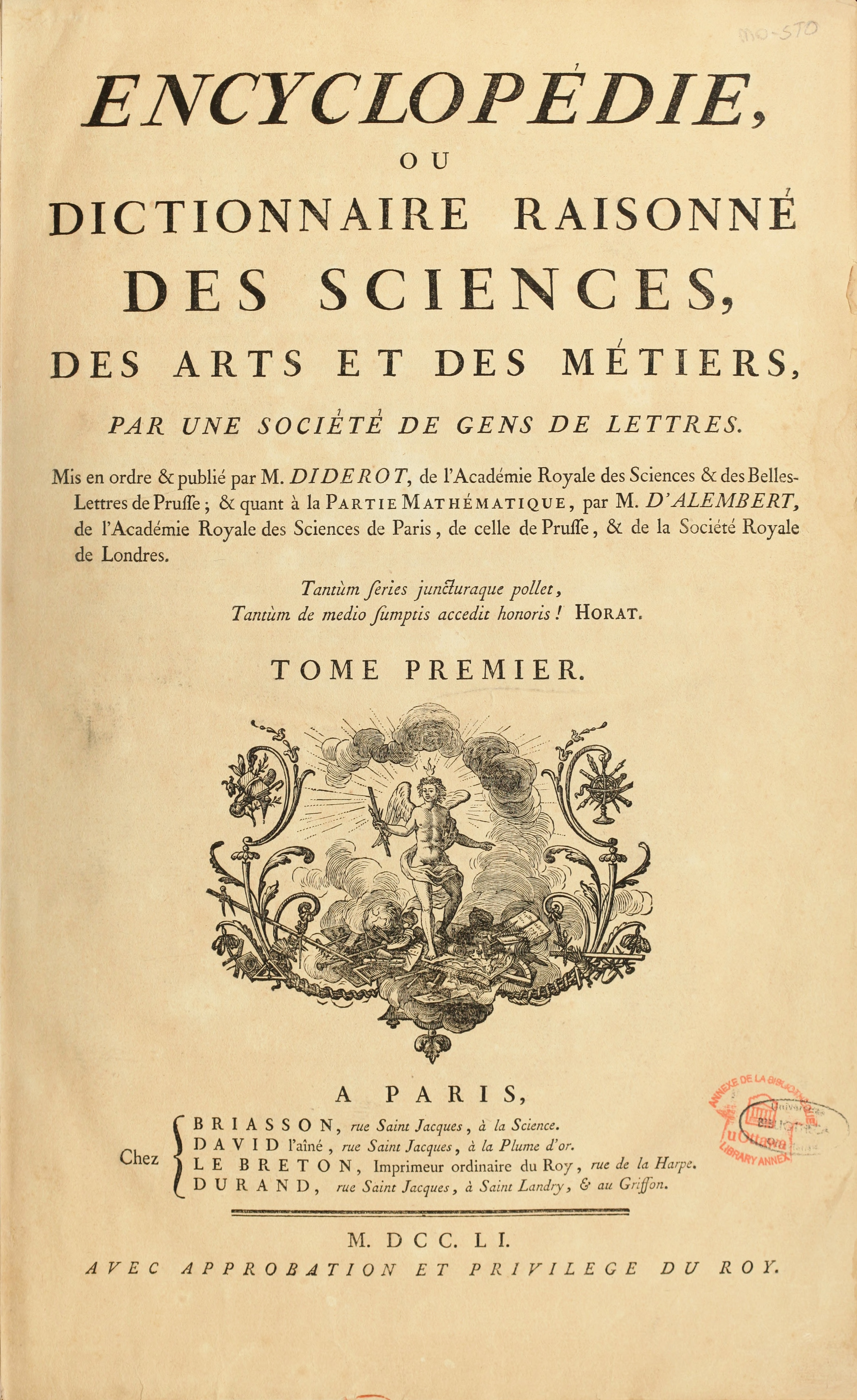
Portada de L'encyclopedie (1751)

Al mètode de Bacon, són inherents així mateix la metafísica i el mecanicisme, ja que entenia que els objectes eren una combinació mecànica de certes qualitats permanents i que podien ser entesos mitjançant la unificació mecànica de les dades sobre els seus diversos aspectes.
Malgrat les seves insuficiències, la doctrina de Bacon va ser un considerable pas endavant en el desenvolupament del pensament filosòfic i marc de l'aparició d'una nova forma de materialisme filosòfic, el materialisme metafísic.
La doctrina materialista va continuar desenvolupant-se per filòsofs com Thomas Hobbes (1588-1679), que entenia que la natura representa una totalitat de cossos que tenen dues propietats principals: extensió i figura, i reduïa la varietat de moviment al moviment mecànic, entenent com a moviment la translació dels cossos en l'espai.
Va establir com a únic mètode científic del saber el matemàtic, sostingut en les operacions de suma i resta.
Molts anys més tard, tenim Pierre Gassendi, representant de la tradició materialista, que s'oposava als intents de René Descartes per basar les ciències naturals en fundacions dualistes.

### Materialisme francès delseglexviii
(J. La Mettrie, C. Helvecis, P. Holbach, D. Diderot.)
Alguns altres materialistes serien Denis Diderot i alguns pensadors de la Il·lustració alemanya com Ludwig Feuerbach (segle xix).

## Accepcions possibles
Existeixen diverses accepcions del terme materialisme segons els diversos contexts:

### El materialisme ètic
Designa una disposició de pensament que consisteix a situar les qüestions de moral en la realitat material. Cap valor moral no és transcendent o universal, ja que tots provenen de les cultures humanes i dels caràcters innats de l'espècie. Un valor moral és, doncs, un fenomen que pot ser estudiat de la mateixa manera com s'estudia una molècula en física o un tipus de llenguatge en filologia. El valor moral és una conseqüència humana que depèn dels contexts, de les històries individuals i col·lectives. No té existència "en si mateix". Per tant, no hi ha universalisme en matèria de moral.
Sobre aquest terreny, pensadors com Spinoza o Nietzsche desenvoluparen les seves concepcions filosòfiques mirant d'eludir el relativisme en matèria de valors, tot buscant mitjans per a distingir els valors morals que són propicis o nefastos a la vida. Per als materialistes, l'ésser humà, en tant que individu, està "per damunt" dels seus valors morals, n'és el creador. Aquest pensament s'oposa directament al pensament idealista, segons el qual els valors morals existeixen eternament en el funcionament de l'univers, i la humanitat, el que fa és aplicar aquestes regles a la vida. La fractura amb l'idealisme es fa sobre aquest punt.
Històricament, aquestes diferències de concepcions de pensament han estat i continuen sent molt grans; els règims polítics i altres cercles de poder sovint han afavorit l'orientació idealista, més o menys manipulada, ja que inclina l'individu a seguir simplement regles promulgades. Al contrari, l'orientació materialista pot permetre l'individu de copsar la seva responsabilitat personal pel que fa a les seves tries i a la seva manera de viure quotidianament. Duta a l'extrem, però, aquesta noció pot desembocar en el liberalisme o el "materialisme consumista". «Responsabilitat personal» no s'ha de confondre amb «lliure arbitri», antinòmic del determinisme materialista.

### El materialisme científic
Per al materialisme científic, el pensament es redueix a fets purament materials o en constitueix un epifenomen. La constitució del saber científic descansa sempre sobre la comparació, teoria-experiència o teoria-observació, i és en aquesta comparació que valida o invalida una teoria. En aquest sentit, la idea del món és sotmesa al punt de vista tangible, d'on rau que l'orientació materialista sigui el fonament del saber científic. Aquesta condició pretén rebutjar tota forma de saber fonamentat en idees inverificables, com que la Terra és plana o que el cor és l'òrgan que fabrica la sang.

### La concepció materialista de la història
La concepció materialista de la història, anomenada materialisme històric o materialisme dialèctic, és una visió d'origen marxista que analitza la història, les lluites socials i les evolucions econòmiques i polítiques a partir de les seves causes materials; així, tenim la història de les classes socials, de les seves relacions i de la seva evolució. Aquesta concepció ha estat definida i desenvolupada principalment per Marx i Engels (Les lluites de classe a França, El 18 brumari de Louis Bonaparte, El capital, el "manifest del partit comunista", "la ideologia alemanya"), Rosa Luxemburg (Vaga de massa, partits i sindicats; La Revolució Russa) i Anton Pannekoek (El materialisme històric).
Els historiadors materialistes atribueixen, en canvi, molta menys importància a les dinasties o a les religions, per exemple, considerades com a productes de la seva època i de les relacions socials i no com a esdeveniments que influeixen profundament el curs de la història. El sociòleg Max Weber va treballar molt sobre aquests aspectes. De la mateixa manera, Pierre Bourdieu perllongarà la noció de "capital" per fer-la més apta per explicar les relacions i les lluites entre grups socials. Els seus treballs pretenen que si bé el materialisme històric d'origen marxista és una taula d'anàlisi poderosa i constitueix de manera incontestable un avenç espectacular en l'estudi econòmic i social, és incomplet, ja que negligeix els factors que no parteixen directament de la possessió de capital econòmic. És el que portarà Pierre Bourdieu a qualificar el materialisme marxista de materialisme "curt" o "reductor".

### El materialisme consumista
En el sentit vulgar, el terme materialisme és utilitzat per a designar l'actitud general o el comportament del qui es lliga amb gaudi als béns materials, als valors monetaris i als plaers materials. La possessió i l'acumulació de béns a la moda és un tret de caràcter preponderant en una persona "materialista", en el sentit vulgar del terme. En l'àmbit artístic, el materialisme és una inclinació a donar a les coses una representació realista i sensual.

## Principi
El materialisme és una hipòtesi de treball, un postulat de funcionament per a la constitució del saber, que defensa que qualsevol coneixença vàlida només es constitueix a partir de l'observació o de l'experimentació de la realitat material. Així, el materialisme proposa dos fonaments per a la constitució del saber:
- Cal tractar d'explicar els fenòmens amb el mínim d'hipòtesis exteriors possible, i reduir l'opció de donar explicacions als fenòmens que tenen l'origen en la matèria; per exemple, la consciència seria un fenomen que té l'origen en el funcionament del cervell humà. S'anomena teoria a les explicacions proposades quan exposen un marc i uns conceptes que expliquen els fenòmens.
- Tota hipòtesi explicativa formulada, o teoria, ha de ser verificada i validada per confrontació amb l'observació o l'experiència.

L'idealisme, en tant que corrent filosòfic oposat al materialisme, creu que aquest principi és reduccionista per assimilar la realitat a allò físic, oblidant-ne altres possibles vessants. Idèntic argument es dona entre les crítiques religioses, que afirmen no únicament que hi ha altres plans de la realitat (ànima, més enllà, cel, déu i altres conceptes similars serien part d'aquesta altra part de la realitat), sinó que en són els autènticament reals.

## Constitució del saber en el marc del materialisme
Per al materialisme, un punt fonamental rau en la confrontació entre les hipòtesis, les explicacions i les teories proposades, per una banda, i les experiències i les observacions del món, per l'altra. Confrontar les teories amb l'experiència és un punt crucial de la progressió de tota forma de saber sobre el funcionament dels fenòmens; és el que s'ha descrit com a ciència, i aquesta confrontació s'anomena validació.
Validar un fenomen té com a finalitat proposar un saber sòlid i vàlid. És a dir, un saber que es pugui transposar i utilitzar en altres situacions similars, fins i tot en altres àmbits, si és possible. La idea és que una explicació que no és verificada de manera tangible no serveix, no és més que una conjectura possible entre milers d'altres que qualsevol podria imaginar i inventar. Si no és validada, sempre segons l'experiència o l'observació, una teoria no serveix per a res; i sobretot, no pot servir per a fer progressar el saber o la ciència. Aquest mode de constitució del saber és el que ha estat retingut per definir el que és una ciència; una ciència moderna és un àmbit en què les hipòtesis es confronten amb la realitat material per constituir el fonament del coneixement.